# 香槟 (滨海夏朗德省)
香槟（法語：Champagne，法語發音：[ʃɑ̃paɲ] ⓘ）是法国滨海夏朗德省的一个市镇，属于罗什福尔区。

## 地理
香槟（45°49'52"N, 0°54'29"W）面积19.53 平方千米，位于法国新阿基坦大区滨海夏朗德省，该省份为法国西部滨海省份，北起旺代省，西临大西洋，南至吉倫特省，东南接多爾多涅省，东北接德塞夫勒省接壤，东临夏朗德省。
与香槟接壤的市镇（或旧市镇、城区）包括：拉格里普里-圣桑福里安、阿尔努河畔蓬拉贝、圣阿尼昂、圣热姆、圣让当格勒、圣拉德贡德、特里宰。

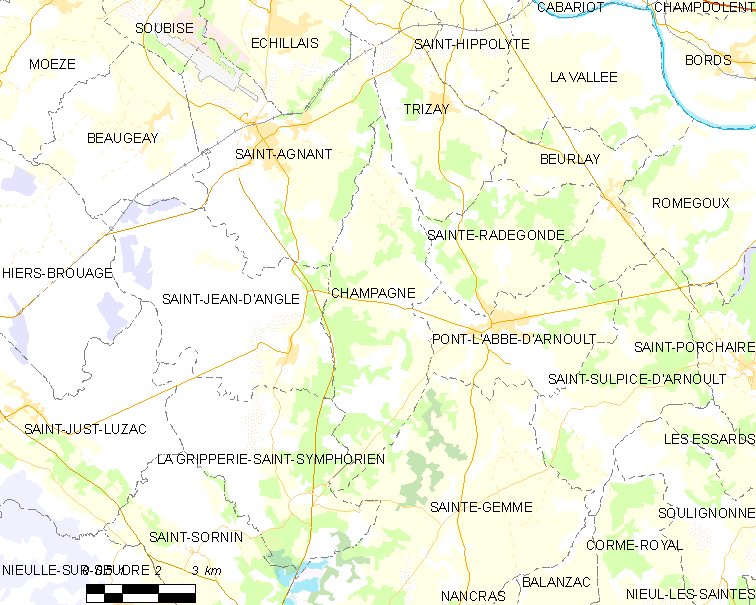
的OSM定位图

香槟的时区为UTC+01:00、UTC+02:00（夏令时）。

## 行政
香槟的邮政编码为17620，INSEE市镇编码为17083。

## 政治
香槟所属的省级选区为马雷讷县。

## 人口

1962-2008年间人口变化图示

香槟于2022年1月1日时的人口数量为637人。